# جان آبراموویچ
جان آبراموویچ (انگلیسی: John Abramovic; ۹ فوریهٔ ۱۹۱۹ – ۹ ژوئن ۲۰۰۰) بازیکن بسکتبال اهل ایالات متحده آمریکا بود.